# 담양 중정사지 마애여래좌상
담양 중정사지 마애여래좌상은 전라남도 담양군 수북면 궁산리에 있다. 2003년 6월 30일 담양군의 향토문화유산 제2-3호로 지정되었다.

## 개요
전라남도 담양군 수북면 궁산리 산기슭, 중정사지(中井寺址)라고 알려진 절터 근처 암벽에 새겨진 두 기의 마애불 중 하나이다. 고려 말에 조성된 것으로 보이는 이 마애여래좌상은 높이 240cm(머리 높이 44cm), 머리 폭 33cm, 어깨 폭 68cm에 이른다. 암벽 하단에 천연 감실을 만들고 불상을 새겼는데 꽃무늬 대좌와 물방울 형태의 광배(光背) 그리고 두광과 신광까지 갖추고 있다.